# Працо
Пра̀цо (на италиански: Prazzo; на пиемонтски: Prass, Прас, на окситански: Pras, Прас) е община в Северна Италия, провинция Кунео, регион Пиемонт. Административен център на общината е село Працо Супериоре (Prazzo Superiore), което е разположено на 1030 m надморска височина. Населението на общината е 185 души (към 2010 г.).